# Ostrowy (stacja kolejowa)
Ostrowy – stacja kolejowa w Nowych Ostrowach, w województwie łódzkim, w Polsce. Do 1932 roku była to stacja pobliskich Krośniewic, na linii w stronę Torunia. Po 1938 r. nazwa została zmieniona na Ostrowy.

## Ruch pasażerski
| Rok  | Wymiana pasażerska na dobę |
| ---- | -------------------------- |
| 2017 | 10-19                      |
| 2022 | 10-19                      |